# Stanley (Hong Kong)

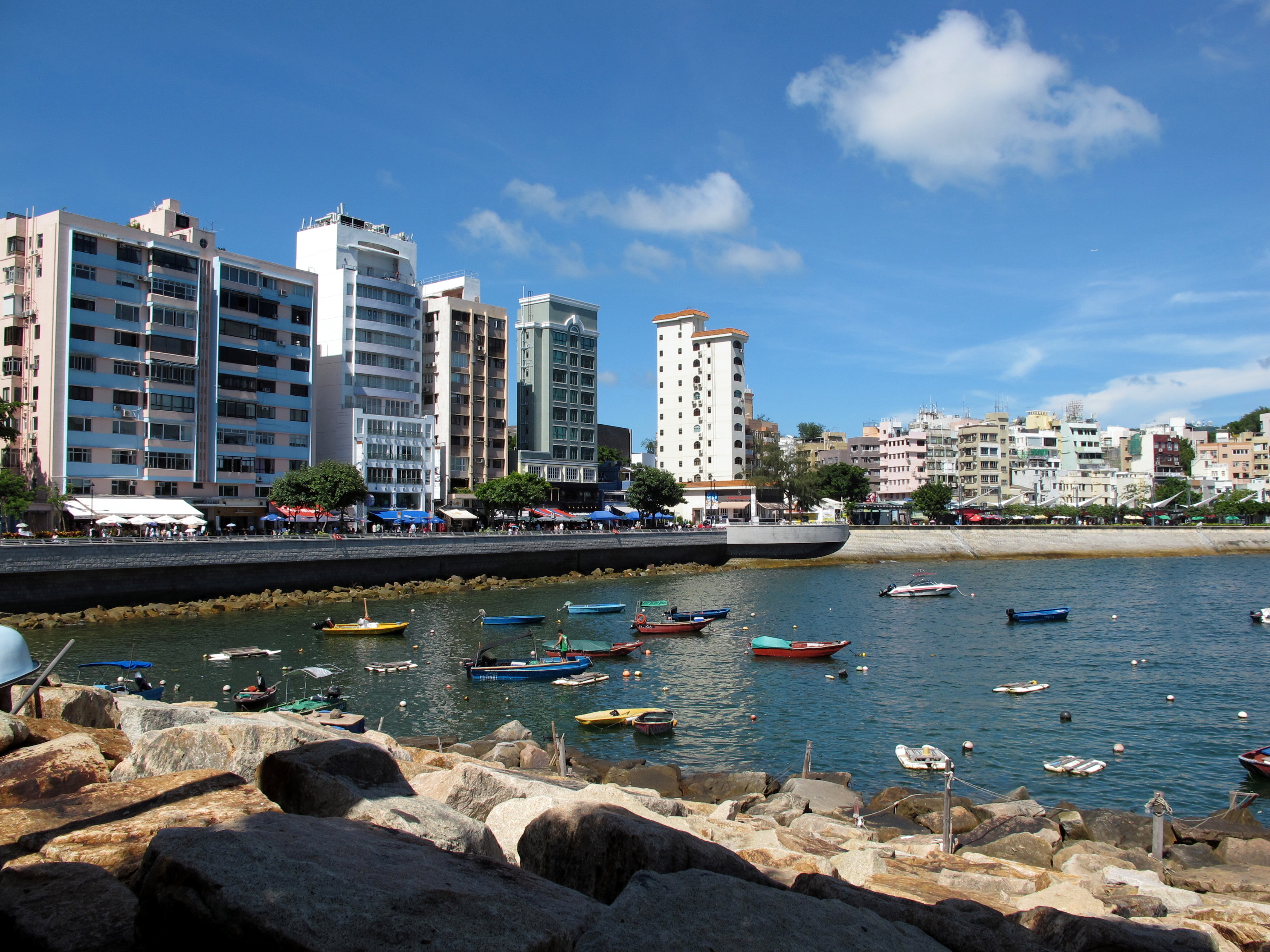
Frente do mar em Stanley.

Stanley é uma cidade e atração turística de Hong Kong, localizada na península homônima, na porção sudeste da Ilha de Hong Kong. Administrativamente pertence ao Distrito do Sul.

## Atrações turísticas
- Murray House
- Museu Marítimo de Hong Kong
- Prisão de Stanley
- Praias
- Cemitério militar
- Templo Tin Hau